# Bacchi orden
Bacchi Orden är en diktcykel av Carl Michael Bellman, som parodierar tidens ordensväsende. Dikterna behandlar ceremonierna i det fiktiva ordenskapitlet ”Ordens-capillel af De Två Förgylla Svinen”. De äldsta delarna är Meissners och Nyboms riddareder som Bellman skrev 1767 och den sista delen, parentationen över bryggaren Daniel Meissner, är skriven i december 1777. Cykeln publicerades aldrig samlad under Bellmans livstid, men många av sångerna har använts i Fredmans sånger. Det finns ett vittnesmål från när Bellman framförde delar hos Anders Lissander, skrivet av Johan Gabriel Oxenstiernas.

## Ordenskapitlet
Ordenskapitlet av de Två Förgylla Svinen är en parodi på de för tiden populära ordenssällskapen. För att bli antagen i orden krävdes att man ”minsta två gångor för allas åsyn legat i rännstenen”, det vill säga redlöst berusade. Med undantag för det redlösa supandet så hade Bacchi orden alla de kännetecken som förknippas med de verkliga ordenssällskapen; hemliga och högtidliga ceremonier, ordenstecken med kors eller kraschan, sköldemärke, latinska valspråk och adligt klingande ordensnamn. Som medlemmar avbildas nedsupna och ofta utblottade borgare hämtade ur verkligheten. I många fall dyker personerna inte upp i Bellmans verk förrän efter att de avlidit. Ett undantag är Ulla Winblad som i Bacchi orden n:o 15 gör sin debut.

## Sångerna
Bacchi orden n:o 1 till och med n:o 7 är visor och fyra av dem dyker också upp som de första visorna i Fredmans sånger. De efterföljande är dikter skrivna med alexandrinsk vers, ofta i form av dialoger, med små sångstycken instoppade. N:o 16 och 17 är skrivna 1777 och sticker därmed ut lite mot de föregående styckena som är skrivna 1767–1771. 